# Compte à rebours
Pour les articles homonymes, voir Compte à rebours (homonymie).

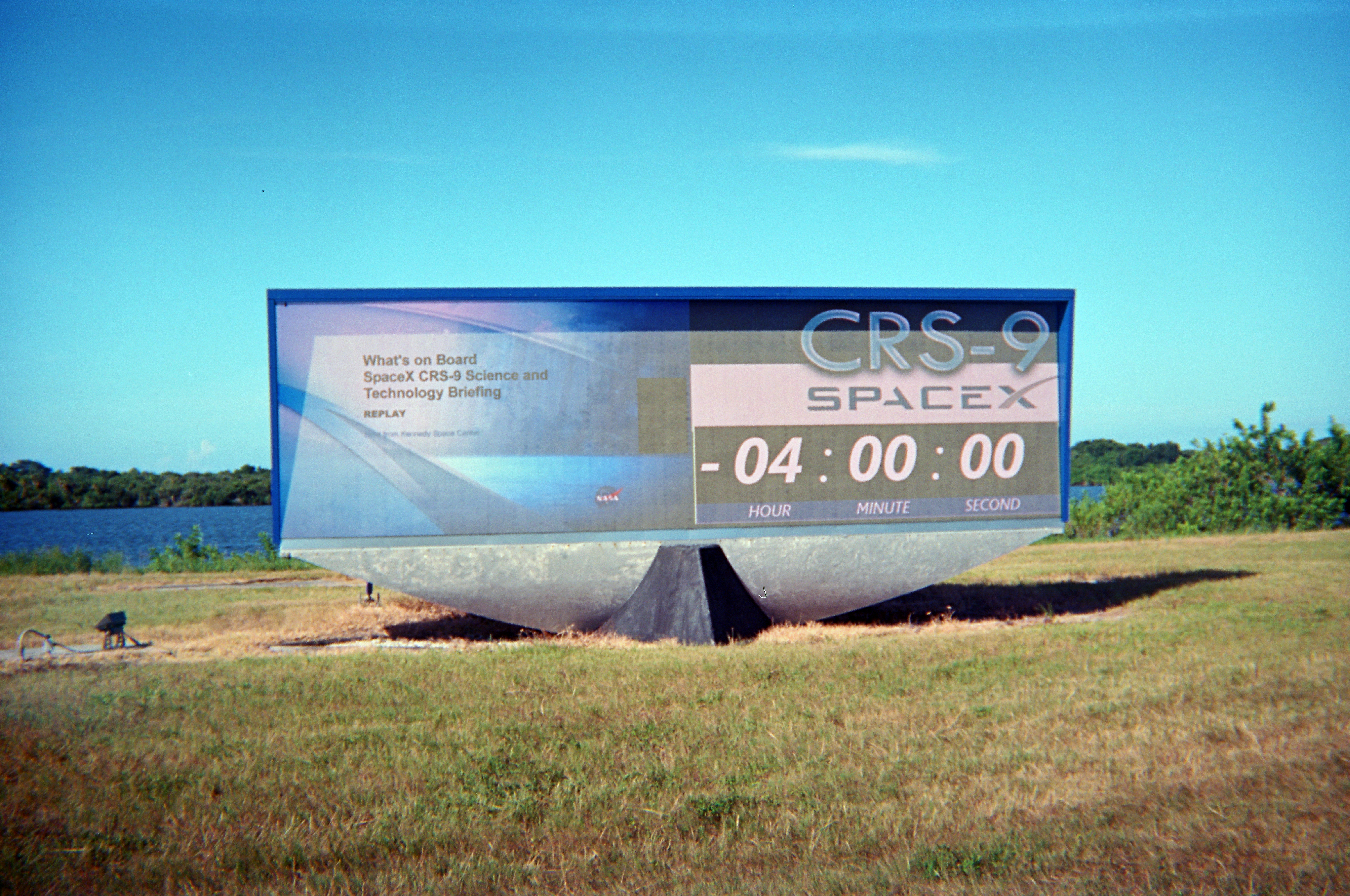
Compte à rebours avant le lancement de la mission spatiale SpaceX CRS-9 emportant un cargo SpaceX Dragon en 2015.

De façon générale, un compte à rebours est un décompte vers une fin connue. Il peut s'agir par exemple du compte à rebours des secondes avant le départ d'une course, des minutes avant une explosion, des jours ou des années avant un événement important.

## En astronautique

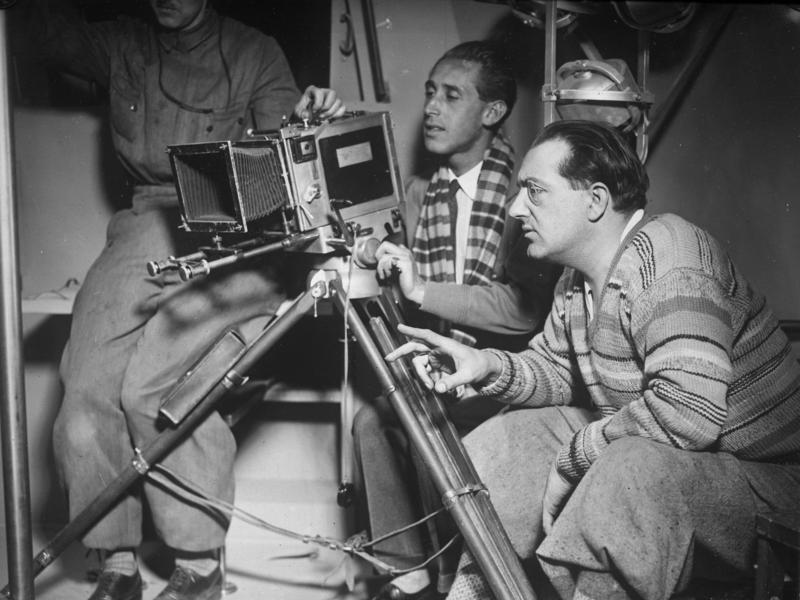
Fritz Lang et Curt Courant sur le tournage de La Femme sur la Lune

Dans le domaine de l'astronautique, le compte à rebours est une partie de la chronologie de lancement d'un lanceur, qui précède un ordre de mise à feu pris comme instant de référence, ou le décollage. Ce compte à rebours est alors suivi par le compte positif.
La première apparition de cette méthode de décompte de secondes avant le lancement d'une fusée est dans le film La Femme sur la Lune de Fritz Lang (1929),, alors que dans son roman De la Terre à la Lune, Jules Verne utilise un décompte de 1 à 40. 

Le premier compte à rebours est attribué George Griffith (en) (1857-1906), écrivain britannique de science-fiction,. Dans The Great Crellin Comet (« La grande comète de Crellin »), nouvelle parue en 1897, il propose un compte à rebours de dix secondes qui s'arrête à une seconde : la comète 3D/Biela menace de percuter la Terre ; un canon spatial, réplique de celui de De la Terre à la Lune, tire sur la comète un obus explosif qui la détruit quelques dizaines de secondes avant sa collision attendue avec la Terre ; juste avant la mise à feu du canon, un compte à rebours est égrené comme suit : 
« « Ten seconds! »
Then he began to count : « Nine – eight – seven – six – five – four – three – two – NOW! »
Their two fingers went down at the same instant and completed the circuits. »
Il existe des différences culturelles concernant le compte à rebours suivant le pays d'où est lancée la fusée :
- Aux États-Unis, le compte à rebours est prononcé à voix haute, l'allumage des moteurs a lieu quelques secondes avant la fin du décompte, qui correspond au décollage effectif de la fusée.
- En Europe, le compte à rebours est aussi prononcé à haute voix, mais la fin du décompte correspond à l'allumage des moteurs et non au décollage.
- En Russie, le compte à rebours n'est pas prononcé, il s'affiche sur un tableau lumineux[pas clair].